# Tryphon rugosus
Tryphon rugosus là một loài tò vò trong họ Ichneumonidae.